# 닛산 디젤 C 시리즈
닛산 디젤 C 시리즈(영어: Nissan Diesel C Series, 일본어: 日産ディーゼル・Cシリーズ 닛산 디이제루 C 시리이즈[*])는 일본 닛산 디젤 (현, UD트럭)이 생산했던 대형 트럭이다. 대한민국의 경우 동아자동차 (현, 쌍용자동차)가 일본 UD 트럭사와 기술 제휴를 통해서 쌍용 DA트럭 모델을 생산한 바가 있다.

## 개요
1971년 7월에 선그레이트 모델의 후속으로 출시되었다. 1972년에 최초로 트랙터 CW-T 모델이 출시되었다. 1975년에 CK 모델이 출시되었다. 1977년에 마이너 체인지로 프론트 그릴의 디자인이 변경했다. 1978년에 RD8형 엔진 출력이 300마력으로 높였다. 1979년 12월에 레조나 후속 모델 등장 및 배기가스 규제와 동시에 단종되었다.

## 사진

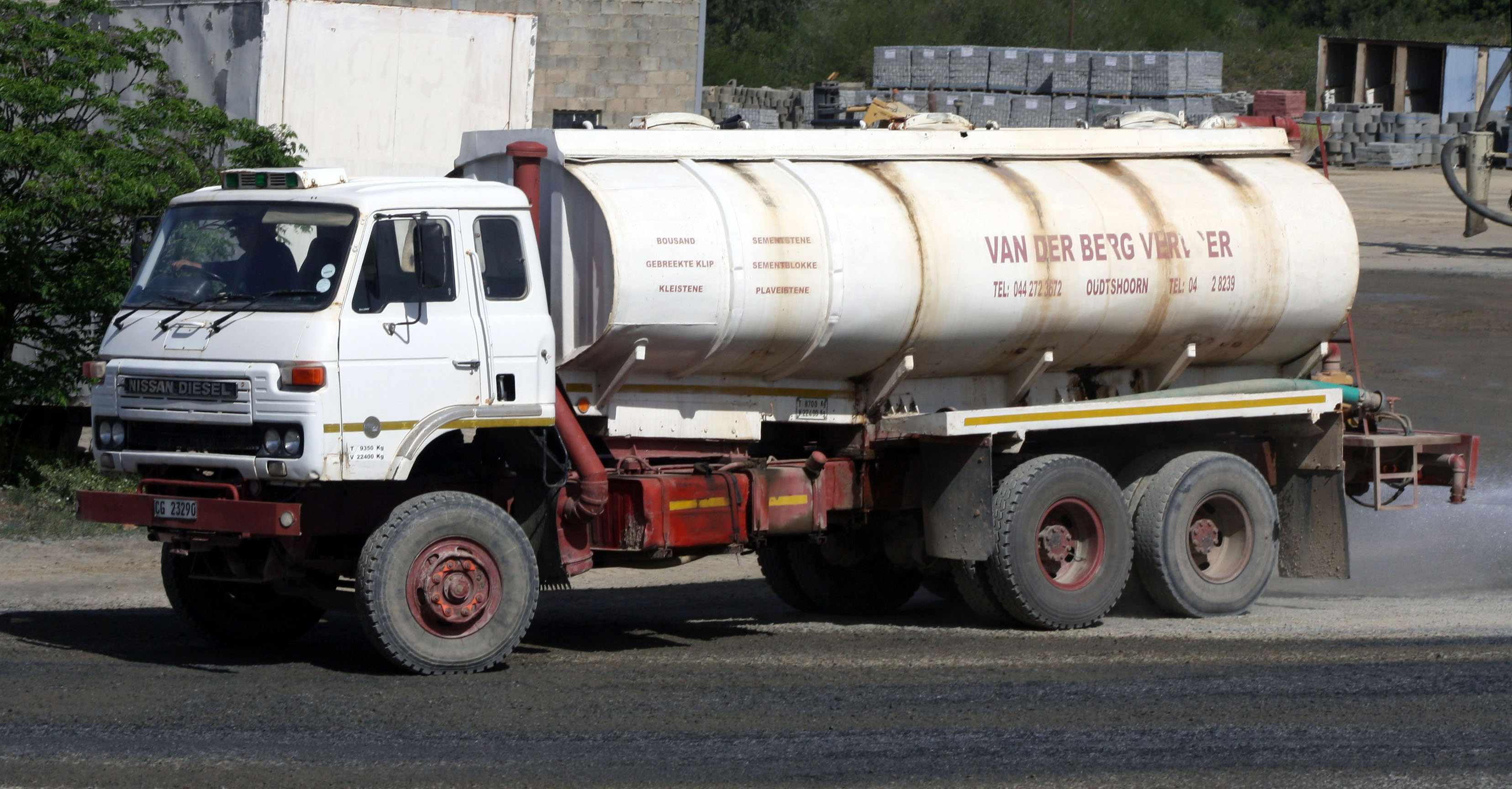

## 라인업
- CV : 6×2
- CW : 6×4
- CD : 6×2
- CG : 8×4
- CK : 4×2
- CK-T : 4×2
- CW-T : 6×4
- CF : 4×4
- CZ : 6×6
- CB : 8×8
- WD : 6×4